# Madum Kirke
Madum Kirke ligger sydvest for Ulfborg i Madum Sogn, Holstebro Kommune (Viborg Stift).

## Bygning og inventar
Koret og skibet på Madum Kirke er opført i granitkvadre i romansk stil, mens tårnet og våbenhuset er bygget med munkesten. En stor del af kirken er hvidkalket, men de gamle kvadersten er synlige på koret og lidt af skibet.
Under prædikestolen et alter for kirkens skytshelgen, Skt. Laurentius. Blandt de nyere elementer i kirken er en mosaikrude og et krucifiks, begge dele skabt af Jais Nielsen.

## Historie
Madum Kirke stammer fra omkring år 1100, hvor skibet og koret blev opført. Våbenhuset og kirketårnet er blev sat på i det 16. århundrede.
Der blev holdt herredsting ved kirken i en periode fra 1638 til 1778, hvorpå tinget rykkede til Ringkøbing.
Kirken gennemgik en renovering i 1949-51.

## Kirken i film
Madum Kirke indgår i to danske film: Carl Th. Dreyer brugte den i sin filmatisering af Kaj Munks Ordet, mens Knud Leif Thomsen havde den med i sin filmatisering af Blichers "Hosekræmmeren".